# Achillea wilsoniana
Achillea wilsoniana là một loài thực vật có hoa trong họ Cúc. Loài này được (Heimerl) Hand.-Mazz. mô tả khoa học đầu tiên năm 1936.